# Минеево (Кировская область)
Минеево — деревня в Кумёнском районе Кировской области России. Входит в состав Вичевского сельского поселения.

## География
Деревня находится в центральной части Кировской области, в пределах возвышенности Вятский Увал, в подзоне южной тайги, на расстоянии приблизительно 22 километров (по прямой) к северо-востоку от посёлка городского типа Кумёны, административного центра района. Абсолютная высота — 191 метр над уровнем моря.
Климат
Климат характеризуется как континентальный, умеренно холодный. Среднегодовая температура — 1,6 °C. Средняя температура воздуха самого холодного месяца (января) составляет −12 °C (абсолютный минимум — −45 °С); самого тёплого месяца (июля) — 17,2 °C (абсолютный максимум — 37 °С). Годовое количество атмосферных осадков — 582 мм, из которых две трети выпадает в тёплый период. Снежный покров держится в течение 168 дней.

## История
Известна с 1873 года как Мильевская или Минеевская (дворов 17 и жителей 185), в 1905 уже Минеевская (39 и 291), в 1926 село Минеево (66 и 280) , в 1950 123 и 311, в 1989 (снова деревня) уже не было учтено постоянных жителей. Здесь в 1906 году была построена Серафимовская церковь.

## Население
| 2010 |
| ---- |
| 2    |

Половой состав
По данным Всероссийской переписи населения 2010 года в гендерной структуре населения мужчины составляли 50 %, женщины — соответственно также 50 %.